# Episodi di Nip/Tuck (quinta stagione)
La quinta stagione di Nip/Tuck negli Stati Uniti è stata trasmessa in due parti, di cui la prima (episodi 1-14) è andata in onda dal 30 ottobre 2007 al 19 febbraio 2008 su FX Networks. La produzione è stata poi interrotta a causa dello sciopero degli sceneggiatori, terminato nel mese di febbraio 2008. In seguito alla fine dello sciopero, sono stati ordinati altri 8 episodi. La seconda parte della stagione (episodi 15-22) è stata quindi trasmessa dal 6 gennaio al 3 marzo 2009, sempre su FX Networks.
In Italia, la quinta stagione è stata trasmessa in prima visione assoluta su Mya, canale pay della piattaforma Mediaset Premium. La prima parte della stagione è andata in onda dal 28 giugno al 27 settembre 2008, mentre la seconda parte è stata trasmessa dal 6 settembre al 25 ottobre 2009.
In chiaro, la prima parte della stagione (episodi 1-14) è stata trasmessa dall'8 settembre al 1º dicembre 2008, su Italia 1. La seconda parte è stata trasmessa dal 19 aprile al 13 maggio 2011 sempre sulla stessa emittente.
Gli antagonisti della stagione sono Eden Lord e Colleen Rose.
| nº            | Titolo                             | Prima TV USA     | Prima TV Italia   |
| Prima parte   | Prima parte                        | Prima parte      | Prima parte       |
| ------------- | ---------------------------------- | ---------------- | ----------------- |
| 1             | Carly Summers                      | 30 ottobre 2007  | 28 giugno 2008    |
| 2             | Joyce and Sharon Monroe            | 6 novembre 2007  | 5 luglio 2008     |
| 3             | Everett Poe                        | 13 novembre 2007 | 12 luglio 2008    |
| 4             | Dawn Budge II                      | 20 novembre 2007 | 19 luglio 2008    |
| 5             | Chaz Darling                       | 27 novembre 2007 | 26 luglio 2008    |
| 6             | Damien Sands                       | 4 dicembre 2007  | 2 agosto 2008     |
| 7             | Dr Joshua Lee                      | 11 dicembre 2007 | 9 agosto 2008     |
| 8             | Duke Collins                       | 18 dicembre 2007 | 16 agosto 2008    |
| 9             | Rachel Ben Natan                   | 15 gennaio 2008  | 23 agosto 2008    |
| 10            | Magda & Jeff                       | 22 gennaio 2008  | 30 agosto 2008    |
| 11            | Kyle Ainge                         | 29 gennaio 2008  | 6 settembre 2008  |
| 12            | Lulu Grandiron                     | 5 febbraio 2008  | 13 settembre 2008 |
| 13            | August Walden                      | 12 febbraio 2008 | 20 settembre 2008 |
| 14            | Candy Richards                     | 19 febbraio 2008 | 27 settembre 2008 |
| Seconda parte |                                    |                  |                   |
| 15            | Ronnie Chase                       | 6 gennaio 2009   | 6 settembre 2009  |
| 16            | Gene Shelly                        | 13 gennaio 2009  | 13 settembre 2009 |
| 17            | Roxy St. James                     | 27 gennaio 2009  | 20 settembre 2009 |
| 18            | Ricky Wells                        | 3 febbraio 2009  | 27 settembre 2009 |
| 19            | Manny Skerritt                     | 10 febbraio 2009 | 4 ottobre 2009    |
| 20            | Budi Sabri                         | 17 febbraio 2009 | 11 ottobre 2009   |
| 21            | Allegra Caldarello                 | 24 febbraio 2009 | 18 ottobre 2009   |
| 22            | Giselle Blaylock & Legend Chandler | 3 marzo 2009     | 25 ottobre 2009   |